# Adinetidae
Adinetidae zijn een familie van raderdiertjes. De wetenschappelijke naam van deze familie is voor het eerst geldig gepubliceerd in 1886 door Hudson en Gosse.

## Geslachten
- Adineta Hudson, 1886
- Bradyscela Bryce, 1910